# Jiangtaixiang (ort i Kina, Ningxia Huizu Zizhiqu, lat 35,82, long 105,83)
Jiangtaixiang (kinesiska: 将台乡) är en ort i Kina. Den ligger i den autonoma regionen Ningxia, i den nordvästra delen av landet, omkring 300 kilometer söder om regionhuvudstaden Yinchuan. Antalet invånare är 18 564. Befolkningen består av 9 450 kvinnor och 9 114 män. Barn under 15 år utgör 30 %, vuxna 15-64 år 61 %, och äldre över 65 år 7,0 %.
Runt Jiangtaixiang är det ganska tätbefolkat, med 139 invånare per kvadratkilometer. Jiangtaixiang är det största samhället i trakten. Trakten runt Jiangtaixiang består i huvudsak av gräsmarker.
Genomsnittlig årsnederbörd är 638 millimeter. Den regnigaste månaden är september, med i genomsnitt 132 mm nederbörd, och den torraste är december, med 2 mm nederbörd.